# Ашшур-нирари IV
Ашшур-нирари IV (букв. «Ашшур, приди на помощь») — царь Ассирии приблизительно в 1019—1013 годах до н. э.
Правление сына и наследника Салманасара II, пришлось на так называемый «Тёмный век» в истории Ассирии. Поэтому, за исключением упомянутых в «Ассирийском царском списке» фактов о его восшествия на престол и длительности его правления в 6 лет, о Ашшур-нирари IV ничего не известно. Следующим правителем Ассирии стал его дядя Ашшур-раби II.